# Corps Marko-Guestphalia Aachen

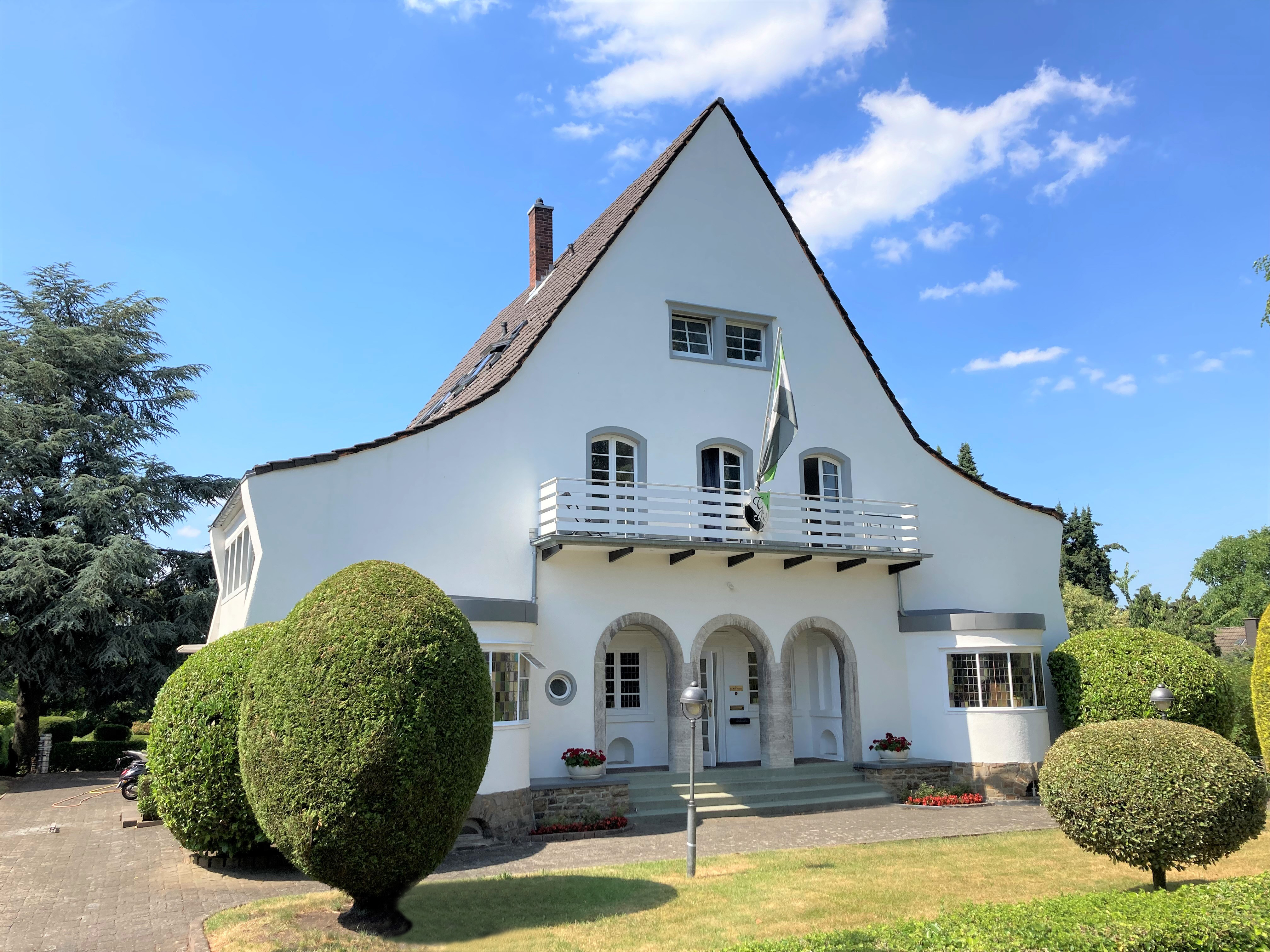
Corpshaus Marko-Guestphalia im Sommer 2023

Das Corps Marko-Guestphalia ist eine pflichtschlagende, farbentragende Studentenverbindung im Weinheimer Senioren-Convent (WSC). Das Corps vereint Studenten und ehemalige Studenten der Rheinisch-Westfälischen Technischen Hochschule (RWTH) Aachen und der FH Aachen. Das Corps macht sich ein sogenanntes „Toleranzprinzip“ zu eigen, welchem zufolge keine religiösen, ethnischen oder politischen Anforderungen an die Mitglieder gestellt werden. Die Corpsmitglieder werden „Marko-Guestphalen“ (sprich „Marko-Westfalen“) genannt. Die aktiven Mitglieder rekrutieren sich vorwiegend aus Westdeutschland, dem Haupteinzugsgebiet der RWTH, aber auch aus ganz Deutschland und aus anderen Nationen (zum Beispiel Afghanistan, Belgien, Dänemark, Indien, Italien, Mongolei, Niederlande, Peru, Serbien, Türkei, Ukraine oder den USA).

## Couleur und Sprüche
Marko-Guestphalia trägt die Farben (lind-)grün-weiß-schwarz mit silberner Perkussion (Bandeinfassung), dazu wird eine (lind-)grüne Mütze getragen. Die Füchse tragen ein Band in (lind-)grün-weiß.
Ihr Wahlspruch lautet: Omnia pro honore! Und ihr Waffenspruch lautet: Nosce te ipsum!

## Geschichte

### Gründungszeit
Nach der Grundsteinlegung am 15. Mai 1865 wurde am 10. Oktober 1870 der Lehrbetrieb an der Königlich Rheinisch-Westphälischen Polytechnischen Schule zu Aachen durch feierliche Eröffnung des Hauptgebäudes aufgenommen. In den darauf folgenden Jahren organisierte sich der Studentenbetrieb auch in Form von Verbindungen, die vor allem nach Herkunft der Mitglieder bezeichnet wurden.
Das Corps Marko-Guestphalia wurde am 2. Dezember 1871 als Corps Guestphalia von drei Studenten anderer technischer Hochschulen gegründet, die ihr Studium in Aachen aufgenommen hatten: García Granados (Corps Alemannia Karlsruhe), Schmidt-Tychsen und Danco (beide Corps Saxonia Hannover). Die erste Satzung basierte auf den Grundsätzen der Konstitutionen von Alemannia Karlsruhe und Saxonia Hannover. Das Corps Marko-Guestphalia ist damit das älteste Corps der RWTH Aachen.
Mit dem ehemaligen Zürcher Corps Rhenania wurde einen Tag später, am 3. Dezember 1871 der Aachener Senioren Convent (ASC), auch Aachener SC genannt, gegründet. Guestphalia wurde am 17. Mai 1872 in den WSC aufgenommen. Viele der damaligen Mitglieder der Guestphalia stammten aus wohlhabenden Unternehmer- und Bankiersfamilien aus ganz Deutschland und dem benachbarten Ausland (Amsterdam, Christiansund, Luxembourg, Moskau, Riga, St. Petersburg). Aber nur sieben Jahre später stellte das Corps Guestphalia seinen operativen Betrieb aufgrund von Schwierigkeiten der Studenten und der Verbindungen mit der katholischen Bevölkerung und den dadurch sinkenden Studentenzahlen ein („Suspendierung“).
Am 2. März 1903 gelang es den wenigen überlebenden Alten Herren aus der Zeit von 1871 bis 1878, Guestphalia mit Hilfe zweier Angehörigen des Corps Obotritia Darmstadt und eines Hannoveraner Ostfalen wieder zu eröffnen. Ein Jahr später, am 11. November 1904, verschmolz Guestphalia mit der Verbindung Markomannia zum Corps Marko-Guestphalia. Markomannia war am 12. November 1873 als Akademischer Verein der Maschinentechniker gegründet worden und hatte zunächst den Grundsatz der bedingten Genugtuung. Im Laufe der Jahre entwickelte sich Markomannia zu einer akademischen Verbindung. 1875 nahm man die Vereinsfarben blau-weiß-schwarz an, die am Bierzipfel getragen wurden. Ab 1884 unterschied man zwischen Burschen und Füchsen, 1895 wurde der Grundsatz der unbedingten Satisfaktion angenommen und 1897 die Bestimmungsmensur eingeführt. Im Sommersemester 1900 erfolgte die Umwandlung zur Akademischen Verbindung Markomannia mit Corpsgrundsätzen, die ab dem Wintersemester 1900/01 öffentlich die Farben blau-weiß-schwarz trug.
Der Dachverband WSC stimmte der Fusion erst 1907 mit der Auflage zu, dass die 15 Alten Herren der Markomannia, die nicht gefochten hatten, das Band der Marko-Guestphalia nicht tragen dürften.
Insgesamt hatte sich ab der Jahrhundertwende das Studentenleben in Aachen erholt, worauf steigende Studentenzahlen und ein wachsendes Studienangebot hinweisen.

### Die Zeit des Ersten Weltkrieges
Mit Beginn des Ersten Weltkrieges 1914 und der Einberufung der Studenten kam das studentische Leben zum Erliegen. Marko-Guestphalia suspendierte zwar nicht offiziell, wurde jedoch durch Krieg, Besetzung des Rheinlandes durch Frankreich und Belgien sowie zahlreiche Verluste an Corpsbrüdern so stark geschwächt, dass der Corpsbetrieb erst 1919 mit drei Kriegsheimkehrern, die 1914 aufgenommen worden waren, wieder aufgenommen werden konnte.
In den Folgejahren entwickelte sich der Studienbetrieb in Aachen wieder so gut, dass die RWTH ab Mitte der 20er Jahre stark expandierte. In dieser Zeit wurde auch ein Architektenwettbewerb ausgelobt, mit dem Ziel, Marko-Guestphalia ein eigenes Corpshaus zu bauen. Alle klassischen Entwürfe wurden verworfen und man entschied sich für einen Entwurf von Carl Kersten, der der bekannten Stuttgarter Schule angehörte. Das Corpshaus wurde am 3. Juli 1926 eingeweiht.

### Die Zeit des Nationalsozialismus und des Zweiten Weltkrieges
Im Jahre 1933 wurde unter dem Druck der NS-Regierung in allen Studentenverbänden der „Ariergrundsatz“ eingeführt. Als man 1934 zudem den Ausschluss der „Judenstämmlinge und jüdisch Versippten“ aus den Verbindungen forderte, boten die jüdischen Corpsbrüder der Marko-Guestphalia den Austritt an, um das Corps nicht zu gefährden. 1934 wurden dann auf Anordnung des Reichsführers der Studenten alle Verbindungen in nationalsozialistische (NS-)Kameradschaften überführt.
Das Studentenleben ließ sich zu dieser Zeit noch so gestalten wie man es vorher durchführte, jedoch nahmen militärische Übungen innerhalb kürzester Zeit deutlich zu und die Studienpläne erlebten eine starke Veränderung.
Ein Jahr später beschloss der WSC am 20. Oktober 1935 seine Auflösung. Gleiches fand für die Marko-Guestphalia statt. Der sogenannte Feierliche Corpsburschenconvent (FCC) beschloss die Auflösung des Corps. Die Aktiven und Inaktiven werden in die AHV (AlteHerren Verband) übernommen. Die AHV nennt sich „Vereinigung ehemaliger Marko-Guestphalen“. Band und Mütze des Corps werden weitergetragen. Die aktiven Studenten und ehemaligen Corpsburschen werden zwangsweise Mitglieder des NS-Deutschen-Studentenbund (NSDStB).
Am 30. November 1941 wurde die Altherrenschaft der Marko-Guestphalia in die Kameradschaft Klonk überführt und bald darauf das Corpshaus auf die Kameradschaft Klonk übereignet. Das ehemalige Corps änderte seinen Namen in „Arminius“ anstelle der Bezeichnung „Kameradschaft Klonk“ (Arminius bezwang die Römer in der „Varus-Schlacht“).

### Nachkriegszeit
Nach Kriegsende fanden sich die ehemaligen studentischen Mitglieder der „Arminius“ auf dem Corpshaus der Marko-Guestphalia ein, reparieren das schwerbeschädigte Haus während der nächsten Jahre und nehmen ab WS 1945/46 wieder am Hochschulbetrieb teil.
Ab 25. Februar 1948 durfte mit Genehmigung des britischen Hochschuloffiziers eine Studentenverbindung mit dem Namen „Corona Academica“ auf dem (Corps-)Haus tätig werden. Im Juli 1950 wird das Corps Marko-Guestphalia wiedergegründet.
1985 trat das Corps Marko-Guestphalia aus dem Aachener Waffenring, einem Zusammenschluss aller schlagenden Verbindungen in Aachen, aufgrund deutlicher politischer Äußerungen bestimmter Verbindungen aus. Mittlerweile ist das Corps wieder Mitglied im Waffenring, nachdem sichergestellt werden konnte, dass politische Äußerungen in dieser Art nicht mehr aufkommen würden.
Am 12. Oktober 1996 fusionierte Marko-Guestphalia mit dem Corps Albingia Aachen. Der Name, der Zirkel und die Farben bleiben jene Marko-Guestphalias. Mit der Fusion wurde das Corps eines der mitgliederstärksten im WSC.

## Corps Albingia Dresden
Albingia wurde am 23. Januar 1889 in Dresden als Veterinärmedizinische Verbindung an der Königlich-Sächsischen Tierarznei-Schule Dresden gegründet und am 7. Juni 1900 als Corps in den Rudolstädter SC aufgenommen. 1927 fusionierte Albingia mit dem freien Corps Bavaria Breslau (gegr. 1874, marineblau-weiß-gold), 1929 ging das Corps Baltia Cöthen (gegr. 1892 im Askanischen Senioren-Convent, hellblau-weiß-schwarz)  in Albingia auf. Seit der Verschmelzung des RSC mit dem WSC 1935 war das Corps Albingia Mitglied des WSC mit den Farben Purpur-Silber-Grün auf silberner Perkussion an der TU Dresden.
Am 7. Mai 1953 vereinigte sich Albingia Dresden mit dem ebenfalls dem RSC entstammenden Corps Alania Darmstadt (gegr. 1897, grün-grau-gold auf goldener Perkussion) und rekonstituierte am selben Tag unter dem Namen Albingia in Aachen mit den Farben Purpurrot-Silbergrau-Grün auf goldener Perkussion.
Nach 43 erfolgreichen Jahren am neuen Hochschulort musste das Corps Ende Januar 1996 suspendieren, konnte sich aber bereits zu Beginn des WS 1996/97 mit dem ältesten Aachener Corps Marko-Guestphalia verschmelzen. Da Albingia bis zur Fusion 96 Jahre im Blauen Kartell war, eines deren Mitglieder das Corps Saxo-Thuringia München ist, besteht seit 2004 ein offizielles Freundschaftsverhältnis mit Saxo-Thuringia.

## Bekannte Mitglieder
- Walter Ameling (1926–2010), Universitätsprofessor für Allgemeine Elektrotechnik und Datenverarbeitungssysteme an der RWTH Aachen
- Jean Bêché (1855–1917), Maschinenfabrikant in Hückeswagen, Erfinder des Lufthammers. Die Firma bestand bis in die 1990er Jahre.
- Georg Bock von Wülfingen (1868–1952), osmanischer Generalmajor im türkischen Großen Hauptquartier in Konstantinopel, Pascha
- Wilhelm Borchers (1856–1925), Professor für Metallhüttenkunde an der RWTH Aachen, Geheimer Regierungsrat, Rektor der Hochschule und Namensgeber der Auszeichnung für herausragende Promotionsarbeiten der RWTH Aachen („Borchers-Plakette“)
- Hans Bredow (1879–1959), Hochfrequenztechniker, Rundfunkpionier und u. a. Begründer des Deutschen Rundfunks
- Ernst Diepschlag (1885–1953), Ordinarius für Eisenhüttenkunde und Gießereiwesen der TH Breslau, später Professor für Eisenhüttenkunde an der Bergakademie Freiberg, Rektor der Bergakademie 1947–1949
- Wilhelm Ellenberger (1848–1929), Professor für Veterinärmedizin an der Tierärztlichen Hochschule Dresden, Königlich Sächsischer Geheimrat, Rektor der Hochschule und Namensgeber des Nachwuchsförderpreises der veterinärmedizinischen Fakultät Leipzig
- Karl Faymonville (1875–nach 1927), Kunsthistoriker
- Carl Fincken (1876–1936), Ingenieur, Zeitungsverleger
- Karl-Otto Frielinghaus (1913–2000), Pionier der Kinotechnik, Professor für Foto- und Kinotechnik an der TH Ilmenau
- Reinhard Froehner (1868–1955), Veterinärhistoriker
- Ricardo García Granados (1851–1930), mexikanischer Botschafter in San Salvador und Kuba, Politiker, Ingenieur und Schriftsteller
- Hans Gissel (1931–2018), AEG-Vorstand für Nachrichtentechnik, Verteidigungstechnik und Forschung, IEC-Präsident 1993–1995
- Roland Irmann (1891–1973), Metallurg, Pionier des Sinter-Aluminium-Pulvers
- Kurt Kärnbach (1877–1914), Professor für Veterinärmedizin, Direktor der Poliklinik für große Haustiere der Königlichen Tierärztlichen Hochschule zu Berlin
- Paul Knufinke (1932–2012), Professor für Markscheidewesen, Leiter des Instituts für Markscheidewesen, Bergschadenkunde und Geophysik im Bergbau der RWTH Aachen
- Fritz Marguerre (1878–1964), Vater der Mannheimer Fernwärme, u. a. Erfinder der Voith-Marguerre-Kupplung, 1952 Bundesverdienstkreuz, 1954 Ehrenbürger Mannheims
- Kurt Möbius (1908–1993), Chemiker und Ingenieur, Feuerschutzpionier, Landesbranddirektor in Hessen, Herausgeber Handbuch des vorbeugenden Brandschutzes
- Harald Ortwig (* 1959), Professor für Fluidtechnik, Hydraulik und Pneumatik an der Hochschule Trier
- Michael Pohl (* 1943), Universitätsprofessor für Werkstoffprüfung an der Ruhr-Universität Bochum
- Bernhard Salomon (1855–1942), Dr.-Ing. E. h., 1900 bis 1933 Generaldirektor W. Lahmeyer & Co, später Electrizitäts AG, später in RWE aufgegangen, zuvor Professor an der RWTH Aachen
- Johannes Schmidt (1870–1953), Professor für Spezielle Pathologie, Therapie der Haustiere und Gerichtliche Tiermedizin an der Tierärztlichen Hochschule Dresden und der Universität Leipzig
- Ulrich Schmidt von Altenstadt (* 1928), Architekt, Stadtplaner und Autor
- Wolf-Dieter Schneider (1942–2025), Vorstandsvorsitzender und Aufsichtsratsvorsitzender der Deutsche Gießerei- u. Industrie-Holding AG, Honorarprofessor für Optimierung Gießereitechnischer Prozesse an der TU Bergakademie Freiberg
- Paul Schumann (1884–1961), Tierarzt, Direktor des Tiergesundheitsamtes Breslau, Professor der Tierheilkunde an der Universität Halle
- Eckhard Schulze-Fielitz (1929–2021), Architekt, Entwickler der Raumstrukturen
- Hermann Sinnhuber (1878–1961), Generaldirektor der Norddeutschen Kabelwerke AG, Pionier der drahtlosen Telegraphie
- Karl Wilhelm Specht (1894–1953), General der Infanterie im Zweiten Weltkrieg, 60. Träger des Eichenlaubs zum Ritterkreuz des Eisernen Kreuzes.[4]
- Oscar Tellgmann (1857–1936), Fotograf
- Alfred Trautmann (1884–1952), Human- und Veterinärmediziner, Professor für Histologie und Embryologie an der Tierärztlichen Hochschule Dresden und der Universität Leipzig, später Leiter des Physiologischen Instituts der Tierärztlichen Hochschule Hannover, Rektor der TiHo 1945–1948
- Ewald Weber (1876–1944), Tierarzt, Professor für Buiatrik, Direktor der Ambulatorischen Tierklinik der Universität Leipzig
- Dieter Wellershoff (1933–2005), Admiral der Bundesmarine, Generalinspekteur der Bundeswehr 1986–1991